# Phenacoccus dicoriae
Phenacoccus dicoriae är en insektsart som beskrevs av Mckenzie 1961. Phenacoccus dicoriae ingår i släktet Phenacoccus och familjen ullsköldlöss. Inga underarter finns listade i Catalogue of Life.